# Nivea
Nivea (стилизовано как NIVEA) — немецкий бренд средств личной гигиены компании Beiersdorf AG. Nivea происходит от латинского прилагательного niveus, nivea, niveum, означающего «снежно-белый». 

## История
28 марта 1882 года фармацевт Пауль Байерсдорф в Гамбурге основал компанию Beiersdorf AG и в сотрудничестве с дерматологом Паулем Герсоном Унной запатентовал и организовал производство гуттаперчевого пластыря, который лёг в основу современной гипсовой повязки. В 1890 году фармацевт Оскар Тропловиц выкупает компанию у её основателя и совместно с Унной и химиком Исааком Лифшютцем разрабатывает эмульгатор эвцерит, способный создавать стабильную водно-масляную эмульсию, который был ими запатентован в 1900 году.

### Ключевые даты

#### 1900-1910-е гг.
- 1900 год: патентная заявка на ланолин, эмульгатор. Eucerit стал основой для Eucerin, а затем и для крема NIVEA.
- 1906 год: в Лондоне было открыто первое зарубежное отделение.
- 1909 год: Labello был выпущен на рынок. Это был первый продукт для ухода за губами в упаковке с выдвижным тюбиком. «Labello» в переводе с латыни означает «красивая губа» (labea = губа; bello = красивая).
- 1911 год: представлен NIVEA Creme — первая стабильная эмульсия «вода в масле». Эмульгатор Eucerit производится из ланолина, содержащегося в овечьей шерсти, и является ключом к уникальным свойствам NIVEA Creme[1].
- 1918 год: смерть Оскара Тропловица и его партнёра Отто Ханса Манкевича привела к созданию официальной компании 1 июня 1922 года[2].

#### 1920-е гг.
- 1922 год: Вилли Якобсон стал председателем правления недавно созданной акционерной корпорации. Был представлен первый самоклеящийся пластырь под названием Hansaplast.
- 1925 год: NIVEA перезапускается в новой упаковке: синей жестяной банке с белым логотипом.
- 1928 год: акции Beiersdorf впервые были размещены на Гамбургской фондовой бирже. К тому времени уже работало более 20 производственных площадок по всему миру.

#### 1930-1940-е гг. Нацистский режим в Германии и его влияние
- 1933 год: под давлением нацистской пропаганды еврейские члены исполнительного совета ушли в отставку. Вилли Якобсон, бывший председатель исполнительного совета, до 1938 года возглавлял зарубежные филиалы в Амстердаме.
- Приняв политику «благородной тактики», правление Beiersdorf под руководством Карла Клауссена провело компанию через нацистский период[3].
- 1936 год: была выпущена инновационная прозрачная клейкая плёнка Tesafilm.
- 1941 год: tesa была представлена как торговая марка самоклеящихся технологий.
- 1945–1949: компания Beiersdorf потеряла большинство филиалов и международных торговых марок почти во всех странах, особенно в США, Великобритании, странах Содружества и Франции.

#### Вторая половина XX века
- 1950 год: на рынке появился Eucerin с уровнем pH 5. Эта инновационная мазь учитывала важность естественного защитного кислотного барьера кожи для поддержания её здоровья.
- 1953 год: было представлено молочко NIVEA, жидкий крем NIVEA в эмульсии «вода в масле» «для ухода за всем телом».
- 1974 год: компания Beiersdorf диверсифицировала свой бизнес и ввела дивизиональную структуру. В настоящее время компания состоит из следующих подразделений: косметическое, медицинское, фармацевтическое и текстильное.
- 1982 год: началось постепенное расширение NIVEA как бренда по уходу за кожей и телом за счёт множества суббрендов, ориентированных на международный рынок. В Германии, Австрии и Швейцарии был представлен NIVEA Gesicht (для лица).
- 1990 год: приобретение бренда Juvena, разработанного фармацевтической лабораторией Divapharma, основанной в 1945 году в Цюрихе.
- 1991 год: приобретение бренда La Prairie, основанного в знаменитой клинике La Prairie в Монтрё.

#### XXI век
- 2003 год: прежняя организационная структура была заменена новой функциональной группой, занимающейся брендами, управлением цепочками поставок, финансами и персоналом.
- 2004 год: в Гамбурге открылся новый центр исследований кожи, что подчёркивает инновационный потенциал успешной во всём мире группы Beiersdorf.
- 2011 год: NIVEA празднует 100-летие ухода за кожей, в рамках которого состоялось несколько выступлений барбадосской певицы и актрисы Рианны. Песня Рианны "California King Bed" была представлена в рамках рекламной кампании "100 лет ухода за кожей".

## Судебные разбирательства
В 2011 году компания NIVEA была оштрафована Федеральной торговой комиссией США на 900 000 долларов за ложное утверждение, что потребители могут похудеть, регулярно нанося на кожу крем NIVEA My Silhouette!. В том же году компания NIVEA опубликовала на своём сайте карту мира, на которой не было Израиля.
26 июня 2019 года журнал Ad Age, посвящённый маркетингу и медиаиндустрии, сообщил, что FCB, давнее рекламное агентство Nivea, прекратило сотрудничество с компанией. Одной из основных причин, которые были названы, стало то, что NIVEA отклонила предложенную рекламу, в которой были изображены две мужские руки, соприкасающиеся друг с другом, потому что, по словам представителя NIVEA, «мы не работаем с геями в NIVEA». Crain's Chicago Business сообщил, что FCB разорвала отношения, длившиеся более века. Отметив, что разрыв произошёл в конце месяца ЛГБТ-прайда, Crain's сообщил, что FCB откажется от управления рекламным бюджетом NIVEA в размере 21,8 миллиона долларов США. Это составляло 1% от мирового дохода FCB.